# Stelis lynniana
Stelis lynniana är en orkidéart som beskrevs av Carlyle August Luer. Stelis lynniana ingår i släktet Stelis och familjen orkidéer. Inga underarter finns listade i Catalogue of Life.